# I Feel for You
«I Feel for You» es una canción interpretada por el músico estadounidense Prince. Fue publicada el 19 de octubre de 1979 como la octava canción de su segundo álbum homónimo.

## Antecedentes
Prince originalmente escribió «I Feel For You» y su exitoso sencillo «I Wanna Be Your Lover» para la cantante Patrice Rushen, pero ella rechazó ambas canciones. Prince las grabó posteriormente para su segundo álbum homónimo, que fue lanzado en octubre de 1979. Para la canción, Prince usa una voz de falsete con un rango de melodía entre C3 y D5.

## Versión de Chaka Khan
La versión de Chaka Khan de «I Feel for You» contó con un elenco de apoyo que incluía el rap de Melle Mel (de Grandmaster Flash and the Furious Five); guitarra, programación de batería, bajo, teclados y arreglos de Reggie Griffin; sintetizador de bajo y programación de David Frank de The System utilizando un secuenciador Oberheim DSX, que estaba conectado a su Minimoog a través de CV y gate ; y armónica cromática interpretada por Stevie Wonder. La canción también usa sampling vocales de la canción «Fingertips».(1963). La repetición del nombre de Khan por parte de Melle Mel al comienzo de la canción fue un error cometido por el productor Arif Mardin, quien luego decidió mantenerlo.

### Galardones
| Año  | Premio         | Categoría                                           | Resultado | Ref.  |
| ---- | -------------- | --------------------------------------------------- | --------- | ----- |
| 1984 | Premios Grammy | Mejor interpretación vocal de R&B femenina          | Ganadora  | [ 7 ] |
| 1984 | Premios Grammy | Mejor canción R&B                                   | Ganadora  | [ 7 ] |
| 1984 | Premios Grammy | Mejor arreglo instrumental con acompañamiento vocal | Nominada  | [ 7 ] |

### Posicionamiento

#### Gráfica semanal
| Gráfica (1984–85)                                           | Pico de posición |
| ----------------------------------------------------------- | ---------------- |
| Alemania (Official German Charts)                           | 4                |
| Australia (Kent Music Report)                               | 4                |
| Austria (Ö3 Austria Top 40)                                 | 14               |
| Bélgica (Flandes) (Ultratop 50 Singles)                     | 8                |
| Canadá (RPM Top Singles)                                    | 2                |
| Estados Unidos (Billboard Dance Club Songs)                 | 1                |
| Estados Unidos (Billboard Hot 100)                          | 3                |
| Estados Unidos (Billboard Hot R&B/Hip-Hop Songs)            | 1                |
| Estados Unidos (Cashbox Top 100)                            | 1                |
| Estados Unidos (Cashbox Top 100 Black Contemporary Singles) | 1                |
| Europa (European Hot 100 Singles)                           | 5                |
| Finlandia (Suomen virallinen lista)                         | 11               |
| Francia (SNEP)                                              | 22               |
| Irlanda (Irish Singles Chart)                               | 1                |
| Noruega (VG-lista)                                          | 8                |
| Nueva Zelanda (Recorded Music NZ)                           | 2                |
| Países Bajos (Nederlandse Top 40)                           | 7                |
| Países Bajos (Single Top 100)                               | 12               |
| Reino Unido (UK Singles Chart)                              | 1                |
| Suecia (Sverigetopplistan)                                  | 7                |
| Suiza (Schweizer Hitparade)                                 | 6                |

#### Gráfica de fin de año
| Gráfica (1984)                                              | Pico de posición |
| ----------------------------------------------------------- | ---------------- |
| Bélgica (Flandes) (Ultratop 50 Singles)                     | 30               |
| Canadá (RPM Top Singles)                                    | 64               |
| Estados Unidos (Cashbox Top 100)                            | 15               |
| Estados Unidos (Cashbox Top 100 Black Contemporary Singles) | 6                |
| Países Bajos (Nederlandse Top 40)                           | 19               |
| Países Bajos (Single Top 100)                               | 29               |
| Reino Unido (UK Singles Chart)                              | 12               |

| Gráfica (1985)                     | Pico de posición |
| ---------------------------------- | ---------------- |
| Alemania (Official German Charts)  | 62               |
| Australia (Kent Music Report)      | 91               |
| Canadá (RPM Top Singles)           | 62               |
| Estados Unidos (Billboard Hot 100) | 5                |

### Certificaciones y ventas
| País                  | Certificación | Ventas  |
| --------------------- | ------------- | ------- |
| Estados Unidos (RIAA) | Oro           | 500,000 |
| Reino Unido (BPI)     | Oro           | 400,000 |